# Panteon pisarzy i osób publicznych Didube
Panteon Didube (gruz. დიდუბის პანთეონი) – cmentarz w Tbilisi na którym pochowano najbardziej znanych pisarzy, artystów, naukowców, naukowców i działaczy politycznych w Gruzji.

## Historia
Panteon znajduje się obok kościoła Najświętszej Marii Panny w Didube. W 1893 roku po śmierci pisarza Aleksandra Kabzegi publicysta Kote Meskhi (1857–1914) napisał, że nie ma w Gruzji miejsca w którym można by pochować znanych gruzińskich pisarzy i osoby publiczne. Wtedy rada miasta Tbilisi zaproponowała pochowanie pisarza w Dudube, gdzie został wcześniej pochowany gruziński malarz Aleksander Bendzeladze. Do pomysłu wróciło  w 1915 roku Towarzystwo upowszechniania czytania i pisania wśród Gruzinów podejmując dezyzję o utworzeniu w Didube panteonu dla pisarzy i osób publicznych. Zgodnie z pierwszym statutem mogła tu zostać pochowany pisarz lub osoba publiczna zasłużona dla stolicy lub kraju. 

### Zamknięcie Panteonu
W 2015 roku podjęto decyzję o jego zamknięciu z powodu braku miejsca na pochówek zmarłych. Planowana jest restauracją zrujnowanych grobowców, pomników i dróg oraz stworzenie tu muzeum, w którym będą prowadzone zajęcia edukacyjne.

## Lokalizacja i powierzchnia
Panteon znajduje się w dzielnicy Didube w północnej części Tbilisi. Jego powierzchnia wynosi 5 446 metrów kwadratowych. W panteonie pochowanych jest około 890 osób, ale tylko 528 to osoby publiczne, pozostali to członkowie ich rodzin.

## Znane osoby pochowane na cmentarzu
- Grigol Abaszydze
- Tamar Abakelia
- Tengiz Abuładze[5]
- Elgudża Amaszukeli
- Jakow Anfimow
- Irakli Ciciszwili
- Rewaz Czcheidze
- Ramaz Czchikwadze
- Sopiko Cziaureli
- Wiera Dawydowa
- Siko Dolidze
- Ekaterine Gabaszwili
- Otia Ioseliani
- Paolo Iaszwili
- Dżaba Joseliani
- Bidzina Kwernadze
- Konstantin Leselidze
- Nikołaj Szengiełaja
- Akaki Wasadze
- Zurab Żwania